# Bandera de la isla de Vancouver

Bandera de la Isla de Vancouver.

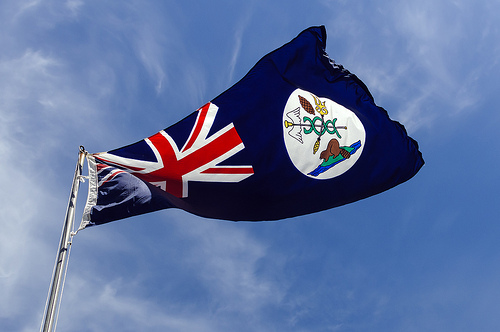
Bandera de la Isla de Vancouver ondeando.

La bandera de la isla de Vancouver, en Canadá, es un Pabellón Azul con la Union Jack en el cantón y la insignia de la colonia de la isla de Vancouver en un disco blanco en la parte más alejada del mástil. El diseño de esta bandera se basa en las reglas establecidas por el Almirantazgo para las banderas coloniales en 1865, y en elementos del gran sello de la colonia de la Isla de Vancouver, establecido en 1849. Sin embargo, la bandera en sí probablemente nunca existió durante este período; más bien Michael Halleran lo rediseñó en 1988 como una bandera local no oficial para la isla de Vancouver (ahora parte de la Columbia Británica, Canadá).